# Vodafone Ukraine
PJSC VF Ukraine (originariamente CJSC Ukrainian Mobile Communications, poi PJSC MTS Ukraine) è il secondo operatore di telefonia mobile in Ucraina con 23,1 milioni di utenti e quindi una quota di mercato del 38% (a settembre 2014).
Nel novembre 2009 aveva 17,74 milioni di abbonati GSM.
Fondata nel 1992 con il nome di UMC Ukraine da Ukrtelecom, TDC, Royal KPN e Deutsche Telekom, dal 2003 l'azienda è interamente di proprietà di Mobile TeleSystems (MTS), che nel 2007 l'ha ribattezzata MTS Ukraine. Nell'ottobre 2015 MTS e Vodafone hanno ampliato la loro partnership strategica per il 2008; ciò ha portato al rebranding di MTS Ukraine in Vodafone Ukraine.
I principali concorrenti dell'azienda sono Kyivstar e life:).

## Storia
La società UMC Ukraine ha introdotto servizi mobili in Ucraina, inizialmente utilizzando lo standard NMT analogico, quindi utilizzando GSM 900 e 1800. Nel 1993, UMC è la prima compagnia a introdurre servizi di telefonia mobile in Ucraina con rete NMT poi in GSM, in quell'anno UMC Ukraine è stato il principale operatore cellulare della nazione.
Nel 2003 Mobile TeleSystems (MTS) ha acquisito UMC Ukraine, che nel 2007 cambia nome in MTS Ukraine.
Nel tardo 2006 ha iniziato a sviluppare la tecnologia 3G con standard CDMA e EV-DO. La rete UMC supporta il GPRS/EGPRS/EDGE e SMS/WAP/MMS/USSD.
MTS è l'unico provider di servizi BlackBerry in Ucraina; è anche un fornitore di hotspot Wi-Fi, principalmente per le grandi città e gli aeroporti.
A giugno 2007 la società è il primo operatore di telefonia mobile in Ucraina con 19,8 milioni di abbonati GSM.
Nel 2008, il proprietario di MTS e Vodafone hanno firmato una partnership strategica.
Nel 2011 MTS Ukraine ha dichiarato apertamente il proprio interesse ad acquisire Utel, una controllata di Ukrtelecom, la compagnia telefonica monopolista dell'Ucraina, dopo che Ukrtelecom ha annunciato l'intenzione di cedere la propria attività di telefonia mobile.
Nell'ottobre 2015 MTS e Vodafone hanno ampliato la loro partnership strategica: ciò ha portato al rebranding di MTS Ukraine in Vodafone Ukraine.